# Leptoteleia mariae
Leptoteleia mariae är en stekelart som beskrevs av Lubomir Masner 1978. Leptoteleia mariae ingår i släktet Leptoteleia och familjen Scelionidae. Inga underarter finns listade i Catalogue of Life.